# ガリーナ (イリノイ州)

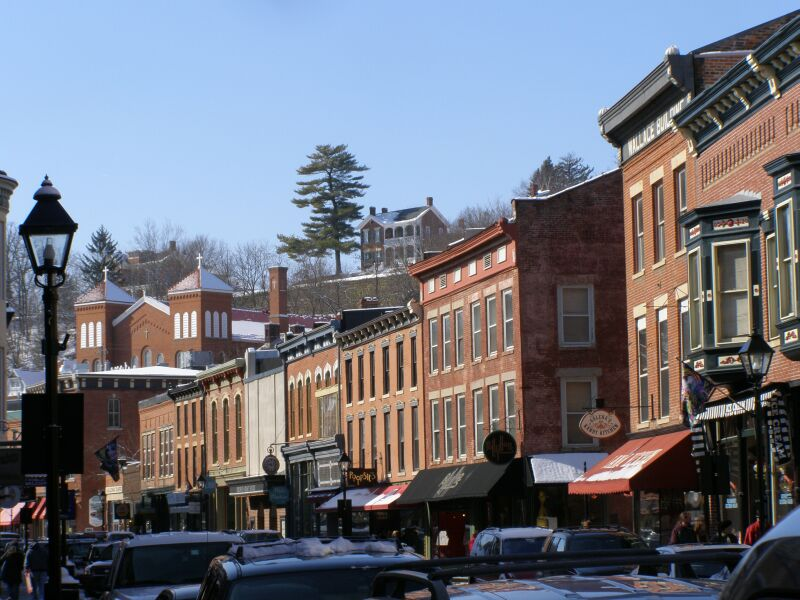
ガリーナのメイン・ストリートの街並み

ガリーナ（Galena）は、アメリカ合衆国イリノイ州北西部のジョーデイビース郡の郡庁所在地である。人口は3,212人（2020年）。シカゴの西260kmに位置している。座標は北緯42度25分5秒 西経90度25分53秒 / 北緯42.41806度 西経90.43139度である。市域面積は9.7km²（アメリカ合衆国統計局調べ）。
ガリーナはウィスコンシン州ラクロス、ミネソタ州ロチェスターなどと同様、無漂礫土地域と呼ばれる、最終氷期において氷河に覆われず、侵食による平原化を免れた結果古生代の原地形がそのまま残された、起伏に富み、深い谷が随所に刻まれた丘陵地帯に位置している。

## 歴史
ガリーナの歴史は古く、既に1690年代にはフランス人による入植が始まっていた。市名はこの地で産出された方鉛鉱（英語: Galena）からつけられた 。もともとこの地に住み着いていたネイティブ・アメリカンのソーク族やフォックス族は身体に施す化粧に用いるためにこの鉱物を採掘していたが、フランス人入植者はこの鉱物から鉛を得るために採掘を始めた。

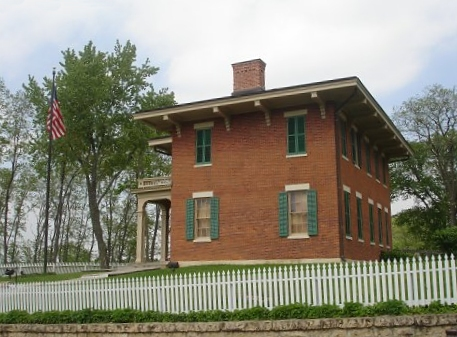
ユリシーズ・グラントの家

19世紀に入ると、ガリーナの町にアメリカ人が住み着くようになった。退役した陸軍大佐で、アイオワ州ダベンポートの市名の由来にもなったジョージ・ダベンポートは1816年に方鉛鉱をミシシッピ川まで運び出すことに成功した。その3年後にはガリーナに取引所が設けられ、1824年にはガリーナに初めて蒸気船が寄港した。1845年頃には、ガリーナは27,000tの方鉛鉱を産出し、ジョーデイビーズ郡は全米の鉛の約80%を産出していた。この頃、ガリーナは人口14,000人を抱えていた。
ユリシーズ・グラントは、軍を離れていた間、セントルイスでの生活を経てこのガリーナの町に住みつき、父と兄の経営する皮革加工店を手伝っていた。やがてグラントは軍に戻って南北戦争で北軍の将軍となり、終戦後の1865年には「英雄」としてガリーナに凱旋し、「ユリシーズ・グラントの家」として知られることになる家を与えられた。グラントは1869年に第18代大統領に就任するまでガリーナに住み、1880年頃まで定期的にガリーナを訪れていた。南北戦争中には、このグラントを含めて、ガリーナは9人の将軍を輩出した。

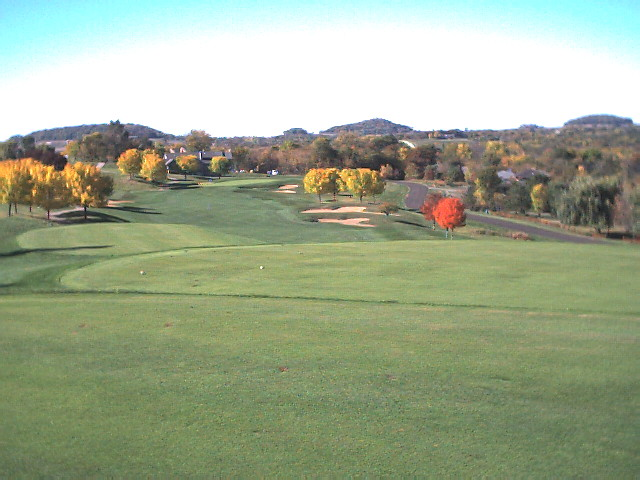
イーグル・リッジ・リゾート・アンド・スパのゴルフコース

しかし、19世紀後半に入ると、鉛の需要が激減し、ガリーナの町も寂れていった。その後1980年代まで、ガリーナは小さな農村として残ったに過ぎなかった。1980年代、当時の市長フランク・アインズウェラーはガリーナの観光地化を推し進めた。それ以降、ガリーナの地域経済は専ら観光業によって支えられている。ユリシーズ・グラントの家をはじめ、市内の建物の約85%は史跡に指定され、市の重要な観光資源となっている。メイン・ストリートにはレストランや各種のショップが建ち並んでいる。また、周辺にはゴルフリゾートのイーグル・リッジ・リゾート・アンド・スパ（Eagle Ridge Resort & Spa）やスキーリゾートのチェストナット・マウンテン・リゾート（Chestnut Mountain Resort）などのリゾート施設も建てられた。現在、ガリーナを訪れる観光客数は年間100万人を超える。特にシカゴの住民の中には、このガリーナの地に別荘を持つ者もいる。

## 註
1. ↑  “Quickfacts.census.gov”. 2023年10月28日閲覧。
2. 1 2 3  History. City of Galena.
3. ↑  History Highlights. Galena Historical Society. 2006年6月21日.
4. ↑  Galena Illinois. Destination 360. 2007年.
5. 1 2  Lifestyle, Location & History. Galena Area Chamber of Commerce via CommunityLink. 2004年11月15日.
6. 1 2 3  Galena. QuincyNet. 2005年8月2日.
7. ↑  Ulysses S. Grant. Illinois State Military Museum. 2007年2月27日.
8. ↑  Ulysses S. Grant Home. Galena State Historic Sites. Galena, Illinois. 2008年4月4日.
9. ↑  Galena's Nine Civil War Generals. Galena Historical Society. 2006年6月21日.
10. ↑  Economic Development. Approved comprehensive plan. p.1. City of Galena, Illinois. 2003年4月15日.（PDFファイル）
11. ↑  Kaufman, Ari. Tritowns. Road Trip America. HackWriters.com. 2005年11月1日.
12. ↑  Solomon, A. Back to Galena. Travel, Chicago Tribune. p.1. 2005年6月5日.